# (200157) 1998 ST40
(200157) 1998 ST40 es un asteroide perteneciente al cinturón de asteroides, descubierto el 24 de septiembre de 1998 por el equipo del Spacewatch desde el Observatorio Nacional de Kitt Peak, Arizona, Estados Unidos.

## Designación y nombre
Designado provisionalmente como 1998 ST40.

## Características orbitales
1998 ST40 está situado a una distancia media del Sol de 2,202 ua, pudiendo alejarse hasta 2,492 ua y acercarse hasta 1,911 ua. Su excentricidad es 0,132 y la inclinación orbital 1,292 grados. Emplea 1193,53 días en completar una órbita alrededor del Sol.

## Características físicas
La magnitud absoluta de 1998 ST40 es 17,5.